# Brisbane

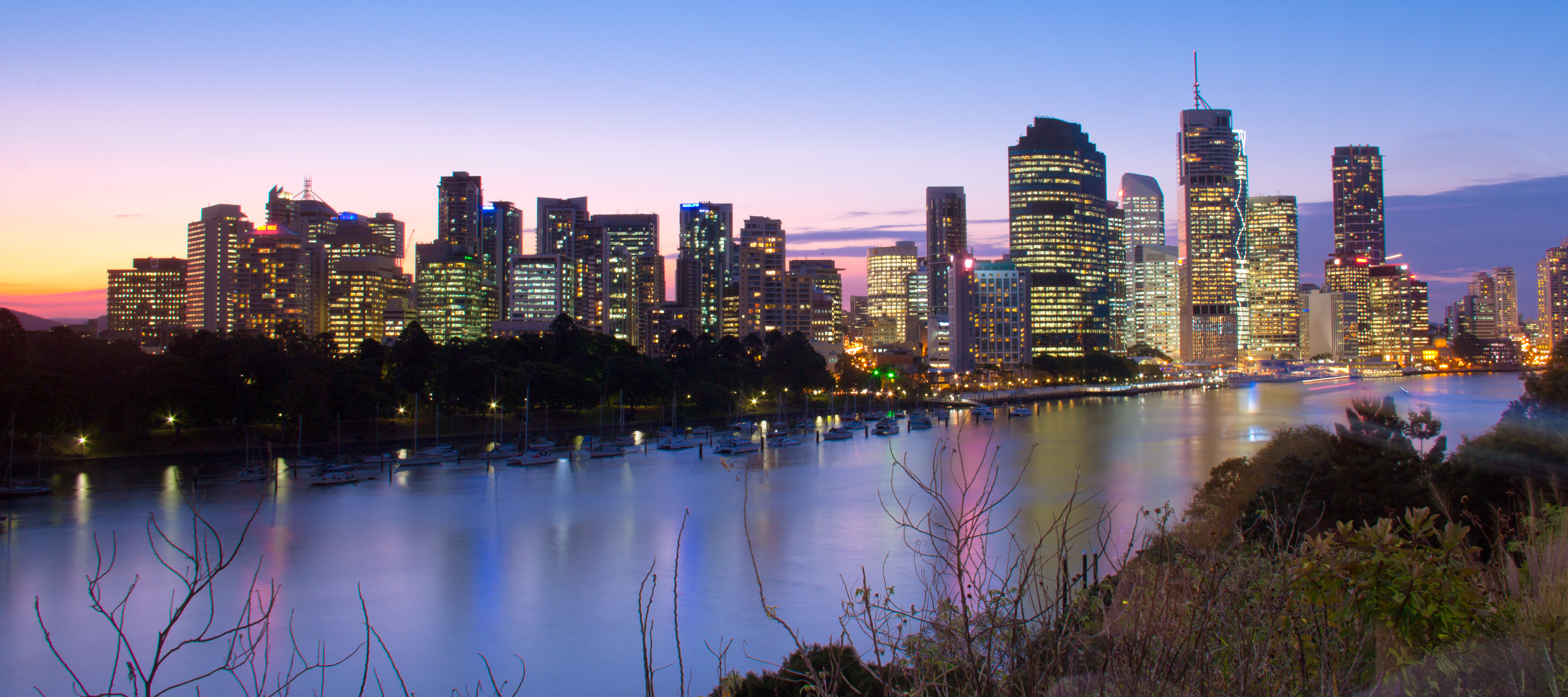
Centrul orașului Brisbane noaptea

Brisbane (i/ˈbrɪzbən/ BRIZ-bən) este capitala statului Queensland și al treilea oraș, ca mărime, din Australia, cu o populație de aproape 2 milioane de locuitori. Este situat lângă Oceanul Pacific și străbătut de fluviul Brisbane.
Zona metropolitană a orașului Brisbane se întinde pe câmpia deluroasă inundabilă a văii râului Brisbane, între Golful Moreton și lanțurile muntoase Taylor și D'Aguilar, cuprinzând mai multe zone administrative locale, orașul Brisbane fiind in centru. Demonimul orașului Brisbane este Brisbanite.
Numit în onoarea lui Sir Thomas Brisbane, orașul a crescut de la o colonie de ocnași stabilită în 1824 la Redcliffe, 40 de kilometri la nord. Colonia a fost mutată la Brisbane în 1825 și s-a permis imigrarea din 1942. A fost aleasă ca și capitala Queensland-ului când a fost făcută colonie separată în 1859.
Brisbane este un centru global pentru cercetare și inovare și este un nod de transport, fiind deservit de rețele mari de căi ferate, autobuze și feriboturi, precum și de Aeroportul Brisbane și Portul Brisbane, al treilea cel mai aglomerat aeroport și port maritim din Australia. Un oraș divers, cu peste 36% din populația sa metropolitană născută în străinătate, Brisbane este frecvent clasat pe primele locuri în listele celor mai locuibile orașe.Brisbane a găzduit evenimente majore, inclusiv Jocurile Commonwealth-ului din 1982, Expoziția Mondială din '88, summitul G20 din 2014 și va găzdui Jocurile Olimpice de vară din 2032.
Brisbane este una dintre cele mai populare destinații turistice din Australia și este orașul cu cea mai mare biodiversitate și cea mai verde prezență din Australia. Printre atracțiile orașului Brisbane se numără Centrul Cultural Queensland (care include Galeria de Artă Queensland, Galeria de Artă Modernă și Biblioteca de Stat din Queensland), South Bank Parklands, Queen's Wharf, Grădinile Botanice ale orașului, Grădinile Botanice Mount Coot-tha, promenada de pe râul Brisbane, Golful Moreton și Parcul Național D'Aguilar. Cartierele din centrul orașului Brisbane sunt cunoscute pentru casele lor istorice din Queensland.
Orașul a evoluat greu până la al Doilea Război Mondial, când a avut un rol esențial pentru Aliați ca și bază centrală pentru generalul Douglas MacArthur în Pacificul de Sud-vest.

## Personalități născute aici
- Scott Dixon (n. 1980), pilot de curse;
- Kate Miller-Heidke (n. 1981), cântăreață, compozitoare;
- Stephanie Rice (n. 1988), înotătoare;
- Jason Kubler (n. 1993), tenismen;
- Jacob Elordi (n. 1997), actor.